# Señorita Colombia 2025
La 71.ª edición del Concurso Nacional de Belleza, se llevará a cabo en noviembre de 2025 en Cartagena de Indias. Durante la noche de elección y coronación, Catalina Duque Abréu, Señorita Colombia 2024 y representante de Antioquia, entregará la corona y las joyas reales a su sucesora.

## Candidatas
22 candidatas han sido confirmadas y oficializadas para competir por el título de Señorita Colombia 2025, en la 71.ª edición del Concurso Nacional de Belleza de Colombia.
| Departamento                         | Candidata                        | Edad | Estatura | Residencia           | Ref    |
| ------------------------------------ | -------------------------------- | ---- | -------- | -------------------- | ------ |
| Señorita Atlántico                   | Valentina Olano Wightman         | 24   | 1.75     | Barranquilla         | [ 1 ]  |
| Señorita Barranquilla, D. E. I. y P. | Alexandra Marcela Cianci Delgado | 24   | 1.70     | Barranquilla         | [ 2 ]  |
| Señorita Bogotá D.C                  | María Paula Vallejo Sánchez      | 23   | 1.75     | Bogotá               |        |
| Señorita Bolívar                     | María José Ayazo Alzamora        | 26   | 1.76     | Cartagena de Indias  | [ 3 ]  |
| Señorita Caquetá                     | Laura Fernanda Álvarez Ruíz      | 25   | 1.74     | Cartagena del Chairá |        |
| Señorita Cartagena, D.T. y C.        | María Paula Berrío Díaz          | 19   | 1.72     | Cartagena de Indias  | [ 4 ]  |
| Señorita Cauca                       | Karen Daniela Riascos Casamachin | 20   | 1.78     | Totoró               |        |
| Señorita Cesar                       | María Camila Tamayo Socarras     | 25   | 1.70     | Valledupar           | [ 5 ]  |
| Señorita Córdoba                     | Martha Isabel Otero Blanco       | 24   | 1.74     | Montería             | [ 6 ]  |
| Señorita Guajira                     | Lilia María Ballesteros Egurrola | 26   | 1.76     | San Juan del Cesar   | [ 7 ]  |
| Señorita Huila                       | Ana María Palomo                 | 24   | 1.82     | Neiva                |        |
| Señorita Magdalena                   | Ana Camila del Toro Avendaño     | 25   | 1.74     | Santa Marta          | [ 8 ]  |
| Señorita Nariño                      | Laura Isabella Betancourt Pabón  | 20   | 1.73     | Pasto                |        |
| Señorita Norte de Santander          | Daniela Pinzón Visbal            | 25   | 1.70     | Cúcuta               | [ 9 ]  |
| Señorita Región Andina               | María Paz Ruíz Cardona           | 23   | 1.76     | Remedios             |        |
| Señorita Región Caribe               | Valeria Lafaurie SantoDomingo    | 24   | 1.75     | Barranquilla         |        |
| Señorita Risaralda                   | Luisa Fernanda Trujillo Reina    | 26   | 1.78     | Manizales            |        |
| Señorita Santa Marta D.T.C. e H.     | Laura Valentina Saavedra Muñoz   | 25   | 1.72     | Santa Marta          |        |
| Señorita Santander                   | Paula Giovanna González Bravo    | 23   | 1.77     | Barrancabermeja      | [ 10 ] |
| Señorita Sucre                       | Valeria Aguirre Romero           | 20   | 1.68     | Corozal              | [ 11 ] |
| Señorita Tolima                      | Laura María Alvarado Cardozo     | 22   | 1.71     | Ibagué               | [ 12 ] |
| Señorita Valle                       | María Antonia Mosquera Carvajal  | 25   | 1.81     | Cali                 | [ 13 ] |

### Retiro
- Viviana Andrea Pabón Muñoz, quien fue elegida como Señorita Norte de Santander 2025, renunció a su título departamental y no participará en el Concurso Nacional de Belleza.

### Suplencias
- Daniela Pinzón Visbal fue designada por la Fundación de Belleza de Norte de Santander y reemplazó a la Señorita Norte de Santander, Viviana Andrea Pabón Muñoz.

## Datos

### Sobre las candidatas
- Valentina Olano Wightman (Señorita Atlántico) es hija de la Señorita Atlántico y Señorita Colombia Mundo/ Virreina Nacional 1985; Karen Sue Wightman Corredor.

- Lilia María Ballesteros Egurrola (Señorita Guajira) es sobrina de la Señorita Colombia 1988; María Teresa Egurrola Hinojosa.

- Valeria Aguirre Romero (Señorita Sucre) es hija de la Señorita Sucre 2002; Liliana Patricia Romero Iriarte.

Algunas de las candidatas nacieron fuera del departamento al que representan:
- Luisa Fernanda Trujillo Reina (Señorita Risaralda) nacida en Manizales, Caldas. Y reside en Pereira, Risaralda desde 1 mes de edad.

### Regresos
Este año varios departamentos y/o distritos vuelven al Concurso Nacional de Belleza, entre ellos  Santa Marta, D.T.C. e H., cuya última partipación fue en el año 2002; Caquetá, cuya última participación fue en el año 2021; Cauca y Magdalena, cuya última participación fue en el año 2022.

## Participación en otros concursos
Miss Teenager Colombia
- 2021:  Región Andina: María Paz Ruíz Cardona (Ganadora)

Miss Teenager World
- 2021:  Región Andina: María Paz Ruíz Cardona (Virreina)

Festival del Piedemonte Amazónico
- 2023:  Caquetá: Laura Fernanda Álvarez Ruíz (Princesa)

Reinado de la Capitanía del Mar
- 2023:  Magdalena: Ana Camila del Toro Avendaño (Princesa)

Reinado de la Independencia de Cartagena
- 2021:  Bolívar: María José Ayazo Alzamora (Virreina)

Reinado Nacional de la Panela
- 2024:  Magdalena: Ana Camila del Toro Avendaño (Virreina)

Reinado Nacional de la Naranja
- 2024:  Cauca: Karen Daniela Riascos Casamachin (Virreina)

Señorita Cúcuta
- 2019:  Norte de Santander: Daniela Pinzón Visbal (Ganadora)

Señorita Neiva
- 2022:  Huila: Ana María Paloma (Ganadora)

Señorita Norte de Santander
- 2025:  Norte de Santander: Daniela Pinzón Visbal (Virreina)

## Próximos concursos departamentales
| Departamento/Ciudad   | Fecha          |
| --------------------- | -------------- |
| Antioquia             | Agosto de 2025 |
| Boyacá                | Agosto de 2025 |
| Chocó                 | Agosto de 2025 |
| Cundinamarca          | Agosto de 2025 |
| Meta                  | Agosto de 2025 |
| Putumayo              | Agosto de 2025 |
| Quindío               | Agosto de 2025 |
| Región Pacífica       | Agosto de 2025 |
| Riohacha, D.E.T y C   | Agosto de 2025 |
| San Andrés, P. y S.C. | Agosto de 2025 |